# Station Oudenaarde
Het station Oudenaarde is een spoorwegstation op de kruising van de Belgische spoorlijn 89 (Denderleeuw - Kortrijk) en spoorlijn 86 (Ronse - De Pinte).
Het station was ontworpen in Vlaamse neo-barokke stijl door architect Henri Fouquet, hoofdarchitect van de Belgische spoorwegen

## Geschiedenis
Sinds de opening op 28 juni 1857 heeft Oudenaarde 3 verschillende stationsgebouwen gekend. Het eerste station werd, ter vervanging van een voorlopig gebouwtje, gebouwd in 1868 bij de opening van de lijn Denderleeuw-Kortrijk. Van dit station zijn geen afbeeldingen bekend, waardoor niet exact geweten is hoe het er precies uitzag. Men vermoedt dat het sterk moet geleken hebben op de andere stations aan de lijn Saint-Ghislain-De Pinte (het huidige stationsgebouw van Gavere-Asper is nog een overblijfsel van deze periode). De spoorlijn en de bijbehorende stations zijn immers allen aangelegd door de Compagnie du chemin de fer Hainaut et Flandre.
In de periode 1890-1892 werd het al bij al vrij eenvoudige stationsgebouw vervangen door een prestigieus neo-Vlaams barokpand naar plannen van stationsarchitect Henri Fouquet. Het gebouw is min of meer symmetrisch met centraal een functieloze toren die doet denken aan een kasteel. Bij de oprichting van het station in 1891-1893 hield Fouquet eraan om de toren visueel in een rechte as te verbinden met de Sint-Walburgakerktoren via het Tacambaromonument dat in 1859 opgericht werd. De stationsstraat, die later aangelegd hield rekening met deze verbinding.
Het station werd in 1994 beschermd als monument. Het wordt vandaag de dag niet meer als station aangewend en staat onder het beheer van de vzw StaRtion, een forum voor actuele kunsten. Bepaalde vleugels zijn nog in gebruik als dienstgebouw voor NMBS-personeel. Naast het oude stationsgebouw staat een unieke watertoren die in 1996 op de monumentenlijst werd gezet. In 1992 werd de goederenkoer gesloten.
In 1996 bouwde men een geheel nieuw station. De architect is Marc De Vreese. Het gebouw bestaat uit een gang onder de sporen met vooraan de loketten en een buffet. Kenmerkend is de grote klok aan de ingang. Eveneens opvallend is de luifel die vanaf de ingang langs de busterminal en de sporen naar het oude gebouw loopt.
In 2013 is een bouwvergunning verleend voor de restauratie van een deel van het oud gebouw voor een kinderdagverblijf.

## Infrastructuur
Station Oudenaarde beschikt over 5 sporen verdeeld over 3 perrons. De dienstregeling speelt het voor elkaar bijna alle treinen die Oudenaarde aandoen op hetzelfde moment het station te laten binnenrijden. Dit zorgt ervoor dat het station vaak erg druk aanvoelt.
Tegen de hoofdingang aan is een overdekt fietsenrek voorzien. Het is opgetrokken in dezelfde stijl als de perronoverkappingen. Het parkeerterrein aan het station wordt beheerd door de NMBS, en is betalend .

## Galerij

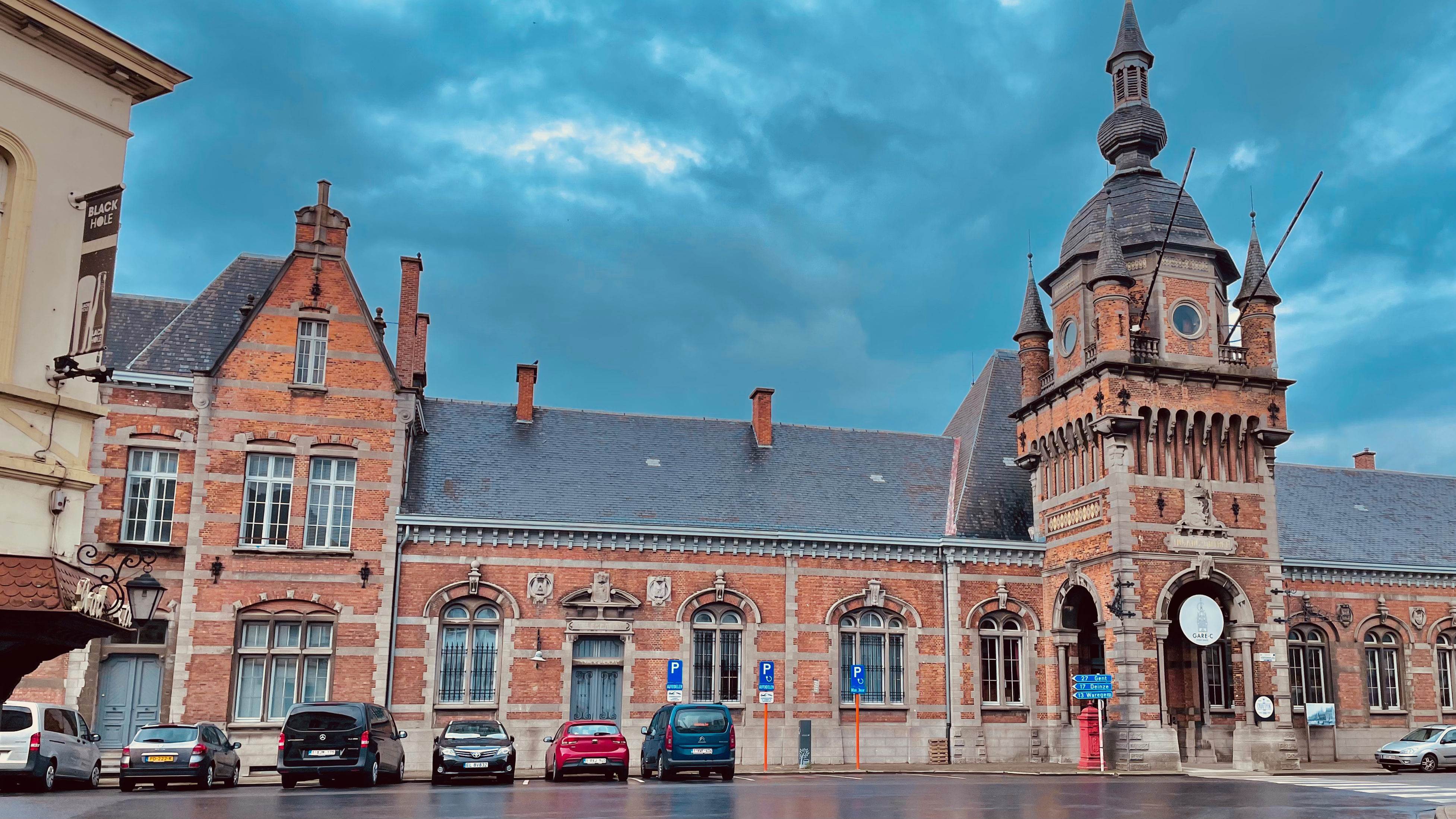
Het oude stationsgebouw
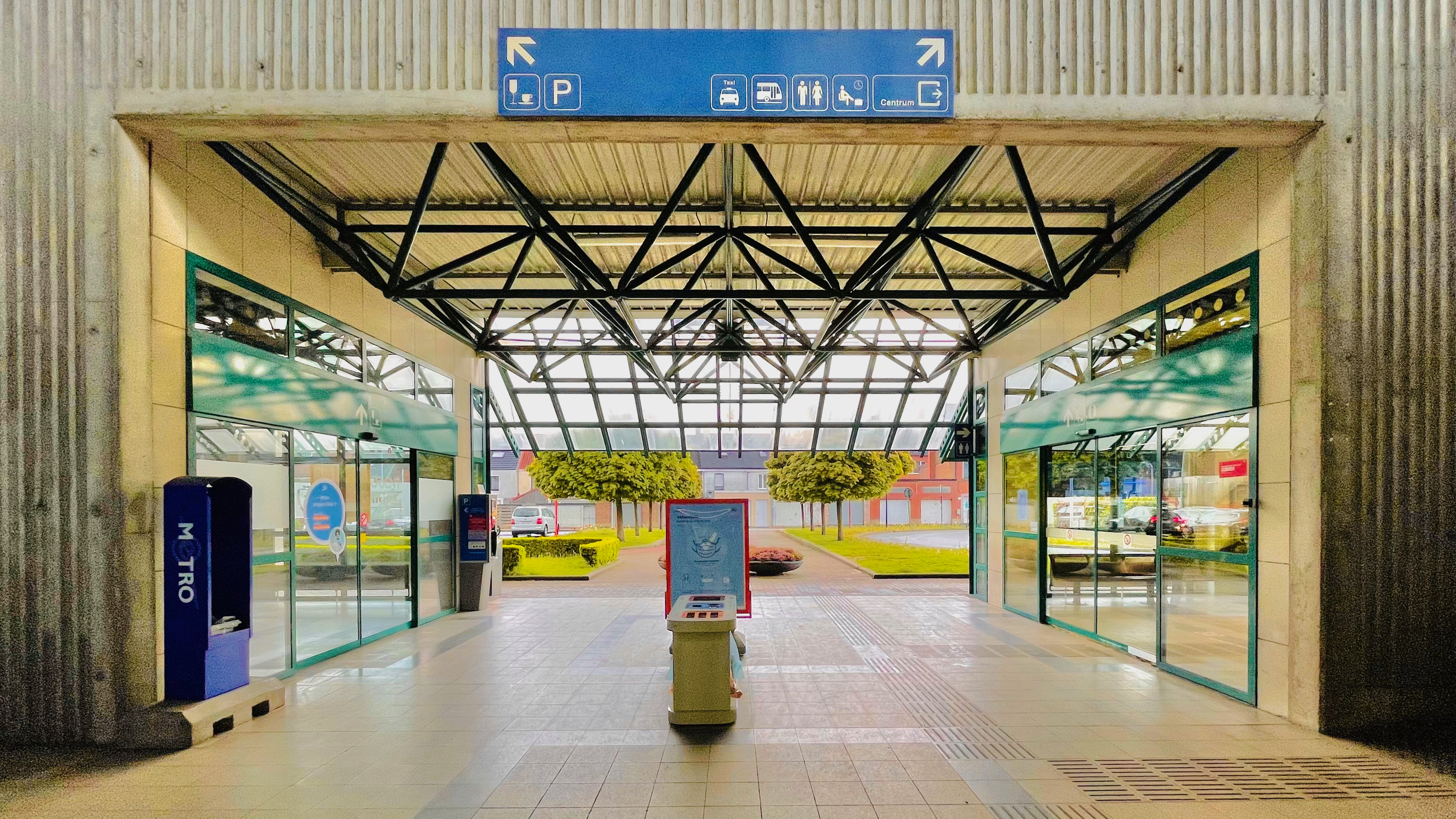
De stationshal
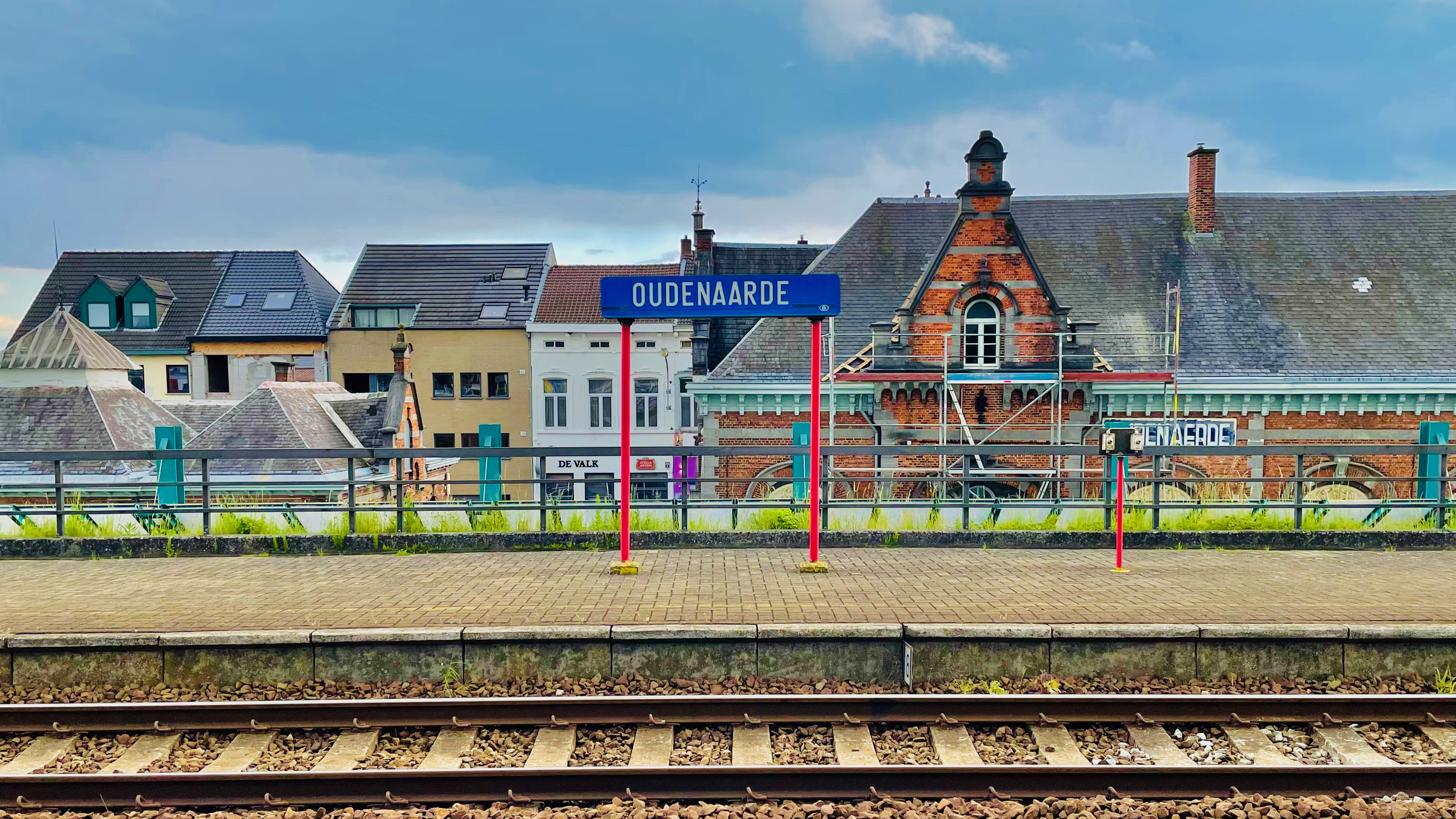
Plaatsnaambord
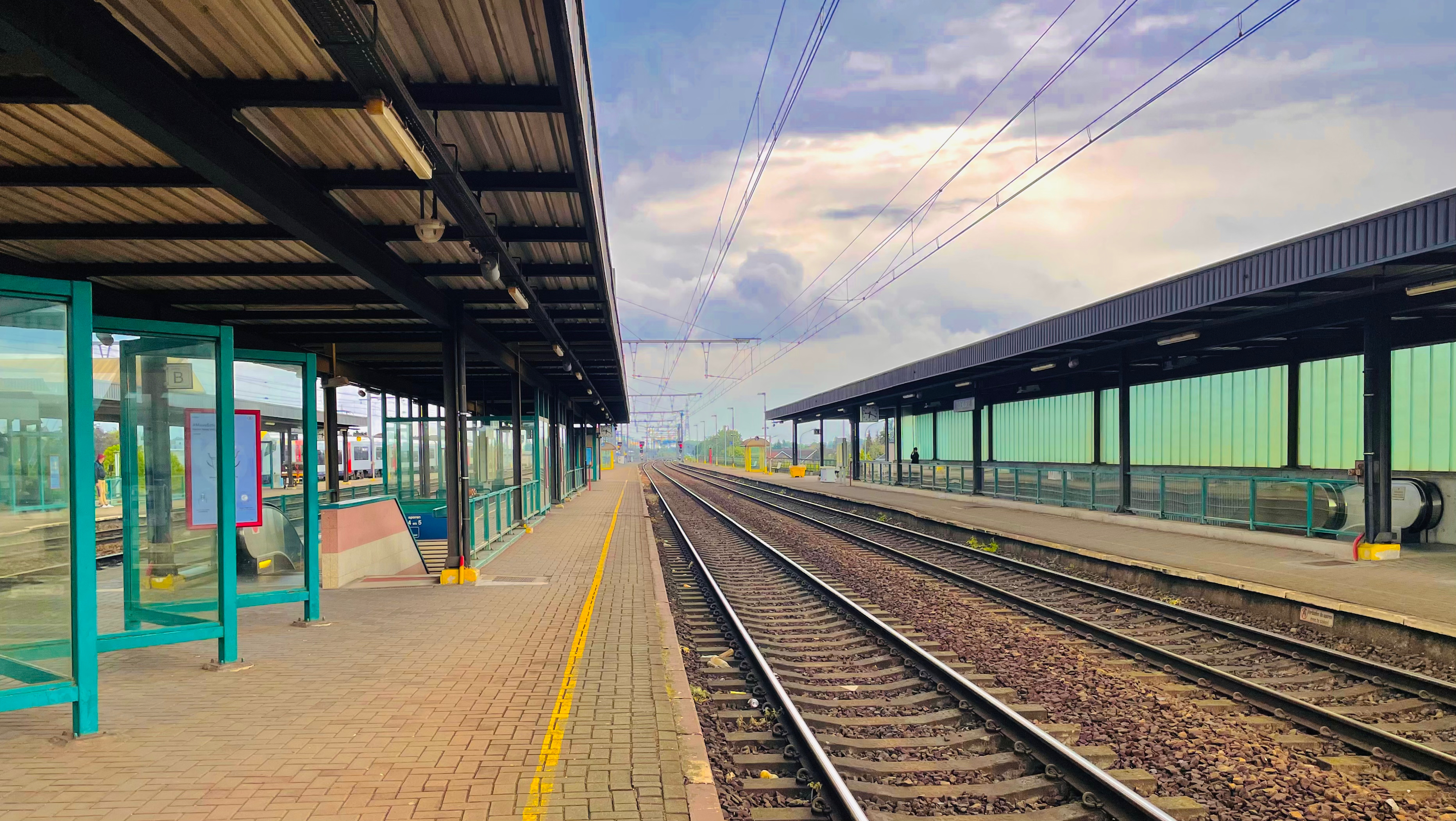
Zicht op de perrons
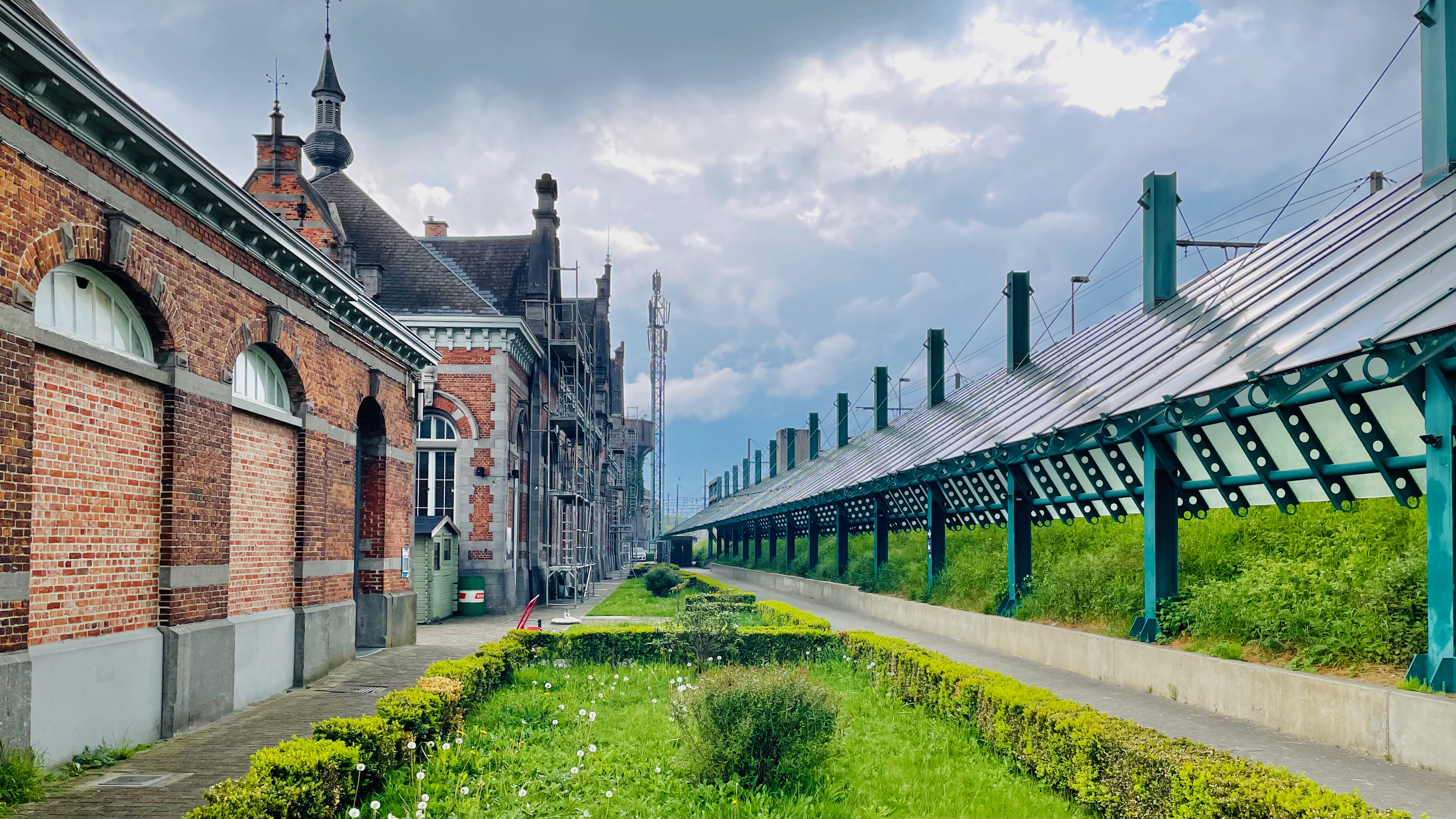
Zijzicht van het station.
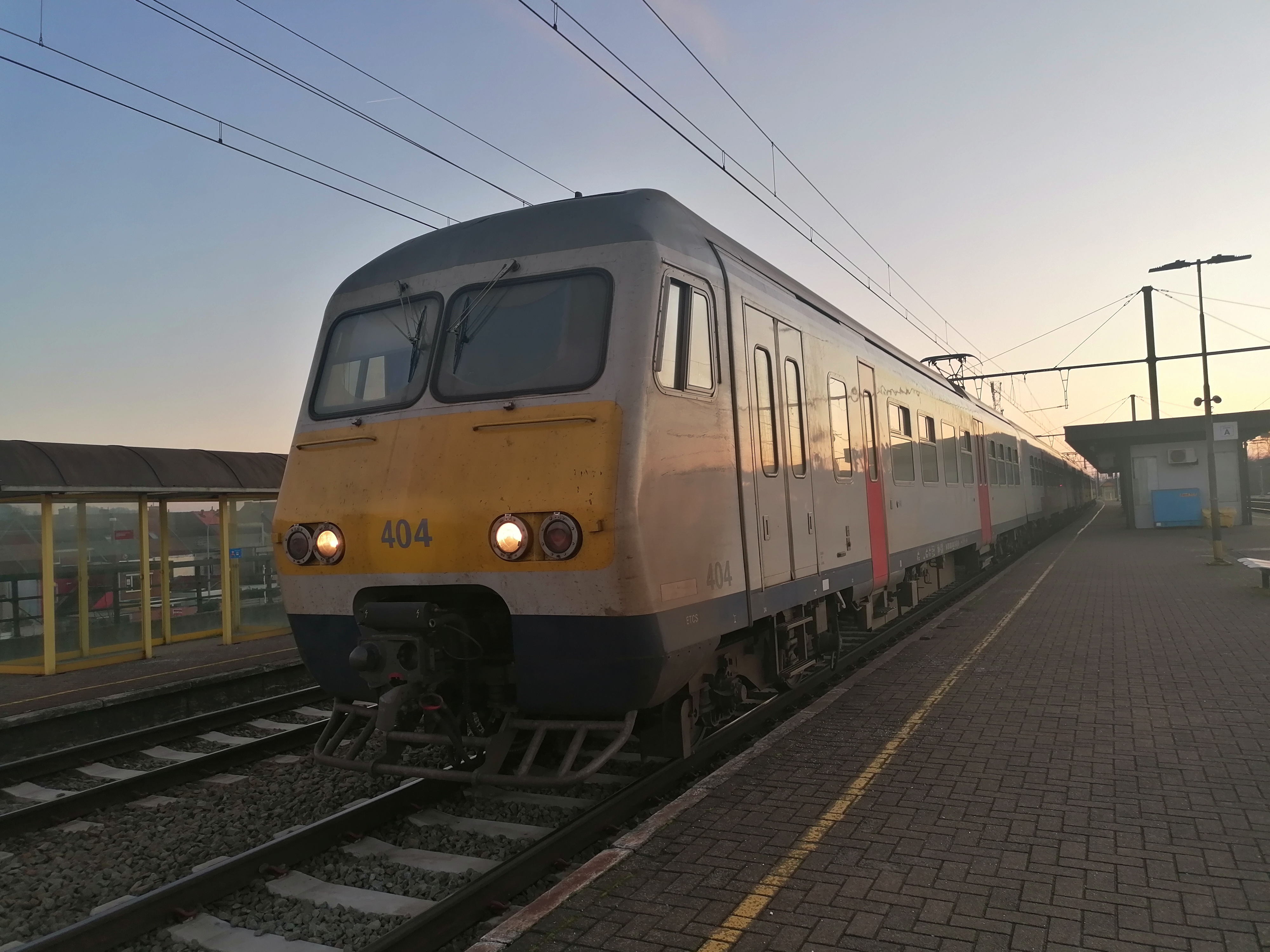
Zonsondergang en trein richting Brussel op het station

## Treindienst
| Serie       | Treinsoort          | Route                                                                                 | Bijzonderheden |
| ----------- | ------------------- | ------------------------------------------------------------------------------------- | --- |
| IC 13       | Intercity (NMBS)    | Kortrijk – Oudenaarde – Denderleeuw – Brussel-Zuid – Schaarbeek                       | Rijdt alleen op werkdagen, rijdt soms van/naar Brussel-Zuid.                                                             |
| IC 23       | Intercity (NMBS)    | Brussels Airport-Zaventem – Brussel-Zuid – Oudenaarde – Kortrijk – Brugge – Oostende  | Stopt in het weekend bijkomend in Munkzwalm.                                                                             |
| L 1650      | L-trein (NMBS)      | Zottegem – Oudenaarde – Kortrijk                                                      | Rijdt alleen op werkdagen.                                                                                               |
| S 51        | S-trein Gent (NMBS) | Eeklo – Gent-Sint-Pieters – Oudenaarde – Ronse                                        | Rijdt op zondag 1×/2u.                                                                                                   |
| P 7950/8950 | Piekuurtrein (NMBS) | Kortrijk – Oudenaarde – Brussel-Zuid – Schaarbeek                                     | Rijdt alleen op werkdagen.                                                                                               |
| P 7960/8960 | Piekuurtrein (NMBS) | Geraardsbergen – Zottegem – Gent-Sint-Pieters                                         | Rijdt alleen op werkdagen.                                                                                               |
| S 53        | S-trein Gent (NMBS) | Ronse – Oudenaarde – Gent-Sint-Pieters – Gent-Dampoort – Lokeren – Antwerpen-Centraal | In het weekend wordt lijn S53 verlengd tot Antwerpen-Centraal, en vervangt daarmee lijn S34 van het Antwerpse S-netwerk. |

## Reizigerstellingen
De grafiek en tabel geven het gemiddeld aantal instappende reizigers weer op een week-, zater- en zondag.
| Tabel: aantal instappende reizigers station Oudenaarde | Tabel: aantal instappende reizigers station Oudenaarde | Tabel: aantal instappende reizigers station Oudenaarde | Tabel: aantal instappende reizigers station Oudenaarde |
|                                                        | Weekdag                                                | Zaterdag                                               | Zondag                                                 |
| ------------------------------------------------------ | ------------------------------------------------------ | ------------------------------------------------------ | ------------------------------------------------------ |
| 1977                                                   | 3 660                                                  | 542                                                    | 610                                                    |
| 1978                                                   | 4 100                                                  | 397                                                    | 537                                                    |
| 1979                                                   | 3 887                                                  | 564                                                    | 571                                                    |
| 1980                                                   | 3 111                                                  | 474                                                    | 638                                                    |
| 1981                                                   | 3 504                                                  | 513                                                    | 621                                                    |
| 1982                                                   | 3 547                                                  | 442                                                    | 718                                                    |
| 1983                                                   | 3 506                                                  | 410                                                    | 657                                                    |
| 1984                                                   | 2 995                                                  | 612                                                    | 737                                                    |
| 1985                                                   | 3 968                                                  | 631                                                    | 846                                                    |
| 1986                                                   | 3 421                                                  | 600                                                    | 632                                                    |
| 1987                                                   | 3 498                                                  | 527                                                    | 605                                                    |
| 1988                                                   | 3 155                                                  | 550                                                    | 720                                                    |
| 1989                                                   | 3 667                                                  | 760                                                    | 805                                                    |
| 1990                                                   | 3 518                                                  | 689                                                    | 767                                                    |
| 1991                                                   | 3 106                                                  | 636                                                    | 700                                                    |
| 1992                                                   | 3 411                                                  | 754                                                    | 629                                                    |
| 1993                                                   | 3 505                                                  | 625                                                    | 645                                                    |
| 1994                                                   | 3 750                                                  | 575                                                    | 613                                                    |
| 1995                                                   | 3 593                                                  | 607                                                    | 698                                                    |
| 1996                                                   | 3 781                                                  | 650                                                    | 542                                                    |
| 1997                                                   | 3 736                                                  | 668                                                    | 688                                                    |
| 1998                                                   | 3 326                                                  | 643                                                    | 630                                                    |
| 1999                                                   | 3 685                                                  | 551                                                    | 562                                                    |
| 2000                                                   | 3 837                                                  | 653                                                    | 708                                                    |
| 2001                                                   | 3 601                                                  | 584                                                    | 769                                                    |
| 2002                                                   | 3 584                                                  | 668                                                    | 930                                                    |
| 2003                                                   | 3 615                                                  | 943                                                    | 867                                                    |
| 2004                                                   | 3 458                                                  | 740                                                    | 873                                                    |
| 2005                                                   | 3 683                                                  | 740                                                    | 802                                                    |
| 2006                                                   | 4 022                                                  | 918                                                    | 1 185                                                  |
| 2007                                                   | 3 780                                                  | 830                                                    | 888                                                    |
| 2008                                                   | -                                                      | -                                                      | -                                                      |
| 2009                                                   | 3 826                                                  | 666                                                    | 736                                                    |
| 2010                                                   | -                                                      | -                                                      | -                                                      |
| 2011                                                   | -                                                      | -                                                      | -                                                      |
| 2012                                                   | 3 606                                                  | 873                                                    | 1 023                                                  |
| 2013                                                   | 3 703                                                  | 819                                                    | 817                                                    |
| 2014                                                   | 3 014                                                  | 850                                                    | 905                                                    |
| 2015                                                   | 3 113                                                  | 846                                                    | 825                                                    |
| 2016                                                   | 3 647                                                  | 854                                                    | 1 041                                                  |
| 2017                                                   | 3 854                                                  | 811                                                    | 799                                                    |
| 2018                                                   | 3 377                                                  | 927                                                    | 802                                                    |
| 2019                                                   | 3 814                                                  | 1 027                                                  | 722                                                    |
| 2020                                                   | 1 754                                                  | 871                                                    | 571                                                    |
| 2021                                                   | -                                                      | -                                                      | -                                                      |
| 2022                                                   | 3 424                                                  | 1 042                                                  | 1 124                                                  |
| 2023                                                   | 3 342                                                  | 1 130                                                  | 847                                                    |
| 2024                                                   | 3 689                                                  | 1 370                                                  | 1 018                                                  |

0,0: De Pinte ·
4,5: Eke-Nazareth ·
8,0: Gavere-Asper ·
10,5: Zingem ·
13,3: Heurne ·
15,2: Eine ·
18,0: Oudenaarde ·
20,2: Leupegem ·
23,8: Etikhove ·
28,1: Louise-Marie ·
29,4: Marijve ·
31,7: Ronse ·
35,1: Dergneau ·
37,2: Anvaing ·
39,8: Ellignies ·
41,6: Frasnes-lez-Anvaing ·
46,3: Grandmetz ·
49,2: Leuze ·
53,2: Tourpes ·
56,0: Thumaide ·
57,1: Basècles ·
58,8: Basècles-Groeven
0,0: Denderleeuw ·
2,1: Welle ·
3,9: Haaltert ·
6,5: Ede ·
11,2: Burst ·
13,0: Terhagen ·
14,3: Herzele ·
16,0: Hillegem ·
17,6: Leeuwergem ·
20,2: Zottegem ·
25,8: Roborst ·
27,5: Munkzwalm ·
30,0: Sint-Denijs-Boekel ·
32,5: Welden ·
34,7: Ename ·
37,5: Oudenaarde ·
41,0: Petegem ·
43,2: Elsegem ·
45,7: Anzegem ·
49,1: Sterhoek ·
53,8: Vichte ·
56,6: Deerlijk ·
59,8: Stasegem ·
63,3: Kortrijk